# Sammy 2
Série
Le Voyage extraordinaire de Samy
(2010)
Pour plus de détails, voir Fiche technique et Distribution.
Sammy 2 (Sammy's avonturen 2) est un film d'animation réalisé par Ben Stassen et Vincent Kesteloot, sorti en 2012. C'est la suite du Voyage extraordinaire de Samy.

## Synopsis
Sammy et Ray sont amis depuis toujours. Les deux tortues de mer vivent paisiblement sur une plage de sable fin. Ils aident les nouveau-nés, Ricky et Ella, à se jeter à l'eau pour la première fois. Mais les braconniers rôdent et cherchent de nouvelles attractions pour un aquarium géant à Dubaï. Capturés et emmenés, Sammy et Ray vont tout faire pour retrouver la liberté.

## Fiche technique
- Titre original : Sammy's avonturen 2
- Titre français : Sammy 2
- Réalisation : Ben Stassen et Vincent Kesteloot
- Scénario : Domonic Paris
- Adaptation VF : Edgar Givry
- Direction artistique VF : Barbara Tissier (Dubbing Brothers)
- Son VF : Thomas Lafforgue
- Chargé de production VF : Sabrina Savary
- Direction artistique : Vincent Kesteloot
- Musique : Ramin Djawadi
- Sound design : Yves Renard et Pierre Lebecque
- Production : Ben Stassen
- Pays de production :  Belgique,  France
- Langue originale : anglais
- Format : couleur 2,35:1 - son Dolby Digital
- Genre : Animation, aventures
- Dates de sortie : 
  - Belgique, France : 15 août 2012

## Distribution
- Franck Dubosc : Sammy
- Élie Semoun : Ray
- Fred Testot : Jimbo
- Laurent Morteau : Jimbo (version alternative[1])
- François Damiens : Philippe
- Jérémy Prévost : Marco
- Guillaume Gallienne : Lulu la moustache
- Olivia Ruiz : Shelly
- Cédric Dumond : Leopold
- Jérémie Covillault : Big Boss
- Emmanuel Garijo : Abbott, Manuel
- Philippe Siboulet : Maurice
- Adrien Larmande : Costello
- Sophia Aram : le poisson chirurgien / les poissons chauve-souris / Bryn / Don
- Garance Pauwels : Ella
- Oscar Pauwels : Ricky
- Coralie Thuilier : Annabelle
- Ethel Houbiers : Consuelo
- Guillaume Lebon : Klakson
- Catherine Davenier : Rosie
- Annie Milon : Rita
- Asto Montcho : le capitaine du chalutier
- Serge Biavan : Albert
- Boris Rehlinger : Jax
- Jimmy Damiens : Akif
- Jack Damiens : Akram
- Jules Sarrazin : l'ami du Petit Prince

Source du doublage

## Diffusion à la télévision française
| Jour                     | Heure | Chaine |
| ------------------------ | ----- | ------ |
| Jeudi 12 Août 2021       | 20h50 | 6ter   |
| Dimanche 21 Août 2022    | 17h00 | W9     |
| Dimanche 30 juillet 2023 | 22h15 | 6ter   |
| Mardi 21 mai 2024        | 21h05 | Gulli  |
| Mercredi 23 juillet 2025 | 21h05 | gulli  |